# كايل باتريك
كايل باتريك (بالإنجليزية: Kyle Patrick)‏ هو مغن مؤلف أمريكي، ولد في 20 مايو 1986 في أتلانتا في الولايات المتحدة.

## وصلات خارجية
- الموقع الرسمي
- كايل باتريك على موقع ميوزك برينز (الإنجليزية)